# 日向碧
日向 碧（ひなた みどり、1983年5月3日 - ）は、日本のレースクイーン、女性モデル。東京都出身。ネットアージュ所属。
趣味は書道、琴。特技はダンス、ものまね。愛称は、ひなみぃ。

## 出演

### レースクイーン
- カーセンサー投票  TOP4 レースクィーン賞受賞
- F1日本グランプリ HONDAグリッドギャル
- SUPER GT「NOMAD レースクイーン」（2006年）
- SUPER GT「Weds Sport RACING TEAM with BANDOHレースクイーン」（2007年 - 2008年）
- SUPER GT「M7 RE雨宮レースクイーン」（2009年）
- サーキットの狼レースクイーン（2010年）
- グッドイヤーエンジェル（2011年）
- ドバイ24時間耐久レース ランボルギーニ チームレースクィーン（2014年）

### イベント
- FIFAキリンカップサッカー
- 日本ベストドレッサー賞 エスコートモデル
- Panasonic GX1.GF5 モデル
- KENWOOD ステージモデル
- 三菱自動車 ステージモデル
- カールソンジャパン ステージモデル

### テレビ
- くりぃむしちゅーのキングオブ日テレ（日本テレビ）
- 最強メダル伝説（サンテレビ）
- カツ玉どん（サンテレビ）
- 『ぷっ』すま（テレビ朝日）
- ビートたけしのこんなはずでは!（テレビ朝日）レギュラーアシスタント
- 志村、鶴瓶、ナイナイのあぶない交遊録（テレビ朝日）

### CM
- オータムジャンボ宝くじ
- ディズニーモバイル
- サロンドプロ 泡のヘアカラー

### PV
- LAWSON ぷらっとメディア 「瞬間カノジョ」店頭ビジョン
- JYONGRI「Maybe Someday」

### ショー
- ANAインターナショナルホテル ウェディングショー

## 作品

### 写真集
- デジタル写真集「フューチャーレースクイーン・日向碧」（デジラク）
- 1st 写真集「COLORS」（アドスペース）

### DVD
- 1st DVD「よりどりみどり～firrt lesson～」